# 허핑구 (타이중시)

허핑 구의 위치

허핑구(한국어: 화평구, 중국어: 和平區, 병음: Hépíng Qū)는 중화민국 타이중시의 시할구이다. 넓이는 1,037.8192km2이고, 인구는 2015년 8월 기준으로 10,714명이다.

## 같이 보기
- 타이중시